# Alfonso Bonilla Aragón
Alfonso Bonilla Aragón (Cali, Valle del Cauca, Colombia, 1917; ib., 16 de noviembre de 1979) fue un periodista y escritor. Tuvo una trayectoria de más de 30 años de experiencia en prensa y publicación de obras escritas de gran calidad.

## Biografía
Estudió en el Colegio San Luis Gonzaga de Cali. Logró su título de Doctor en Leyes y Ciencias Políticas en 1939 en la Universidad del Cauca. Su trayectoria como periodista incluyó los principales diarios del Valle del Cauca, también fue corresponsal deportivo para El Tiempo cubriendo especialmente las noticias deportivas del América de Cali club del cual era hincha consumado y del cual definió varias veces sus inicios e historia ya que su hermano Ramón Antonio fue uno de los fundadores del club en los años 20; En 1960 es publicado el libro de su autoría Valle del Cauca: medio siglo de riquezas y en 1962, Colombia, país de ciudades. En ellos sobresale su amor por la tierra que lo vio nacer, puesto que ambos son una suerte de elogios argumentados sobre el Valle del Cauca y claro está, también sobre su amada Cali.
Fue ideador y artífice entre otras de la primera Feria de Cali, participó activamente en la candidatura y posterior organización de los VI Juegos Panamericanos en 1971; Fue Concejal de Cali y Diputado de la Asamblea del Valle. Director de la Oficina Regional de Fenalco en Cali y Secretario Ejecutivo de la unidad de Acción Vallecaucana. Fue funcionario de la Embajada de Colombia en Quito y Ministro consejero de la Embajada de Colombia en Río de Janeiro, en 1972, acepta el cargo de Ministro Consejero de la Embajada de Colombia en Buenos Aires.
En el año 1976 es galardonado con el Premio de Periodismo Simón Bolívar por un trabajo publicado en El País sobre aspectos socioeconómicos del Valle del Cauca. En noviembre de 1979, es víctima de una afección bronco-pulmonar siendo internado en la Clínica de Occidente, muriendo la noche del viernes 16 de noviembre de un paro cardíaco a los 65 años. Su deceso causó profundo pesar en la ciudad. Fue sepultado al día siguiente en el Cementerio Metropolitano del Sur, en su honor se bautizó el aeropuerto más importante del Valle del Cauca.